# زوج شکن
زوج شکن (به هندی: Couple Breakers) یا زن و شوهر شکن (به انگلیسی: Jodi Breakers) فیلمی هندی محصول سال ۲۰۱۲ و به کارگردانی آشوینی چادهاری است. در این فیلم بازیگرانی همچون رانگاناتان مدهوان، بیپاشا باسو، میلیند سمان، دیپانیتا شارما، اومی وایدیا، مرینالینی شارما، کبری سایت و هلن ایفای نقش کرده‌اند.